# Frits Bruseker
Ulferd Onke „Frits” Bruseker (ur. 21 marca 1887 w Amsterdamie, zm. 17 grudnia 1968 tamże) – holenderski zapaśnik walczący w stylu klasycznym. Olimpijczyk z Londynu 1908, gdzie zajął dziewiąte miejsce w wadze lekkiej.

## Turniej wLondynie 1908
| Konkurencja            | Walki                    | Klas. końcowa |
| Konkurencja            | Przeciwnik I             | Miejsce       |
| ---------------------- | ------------------------ | ------------- |
| 66,6 kg styl klasyczny | Gustaf Malmström (SWE) P | 9.            |